# Skagaströnd
Skagaströnd är  en kommun (isländska: sveitarfélag) och en tätort (isländska: þéttbýli) i regionen Norðurland vestra på Island. Orten som tidigare hette Höfðakaupstaður ligger i den nordvästra delen av landet, cirka 210 kilometer norr om huvudstaden Reykjavík.
Den 1 januari 2022 hade kommunen 483 invånare varav 471 i tätorten.

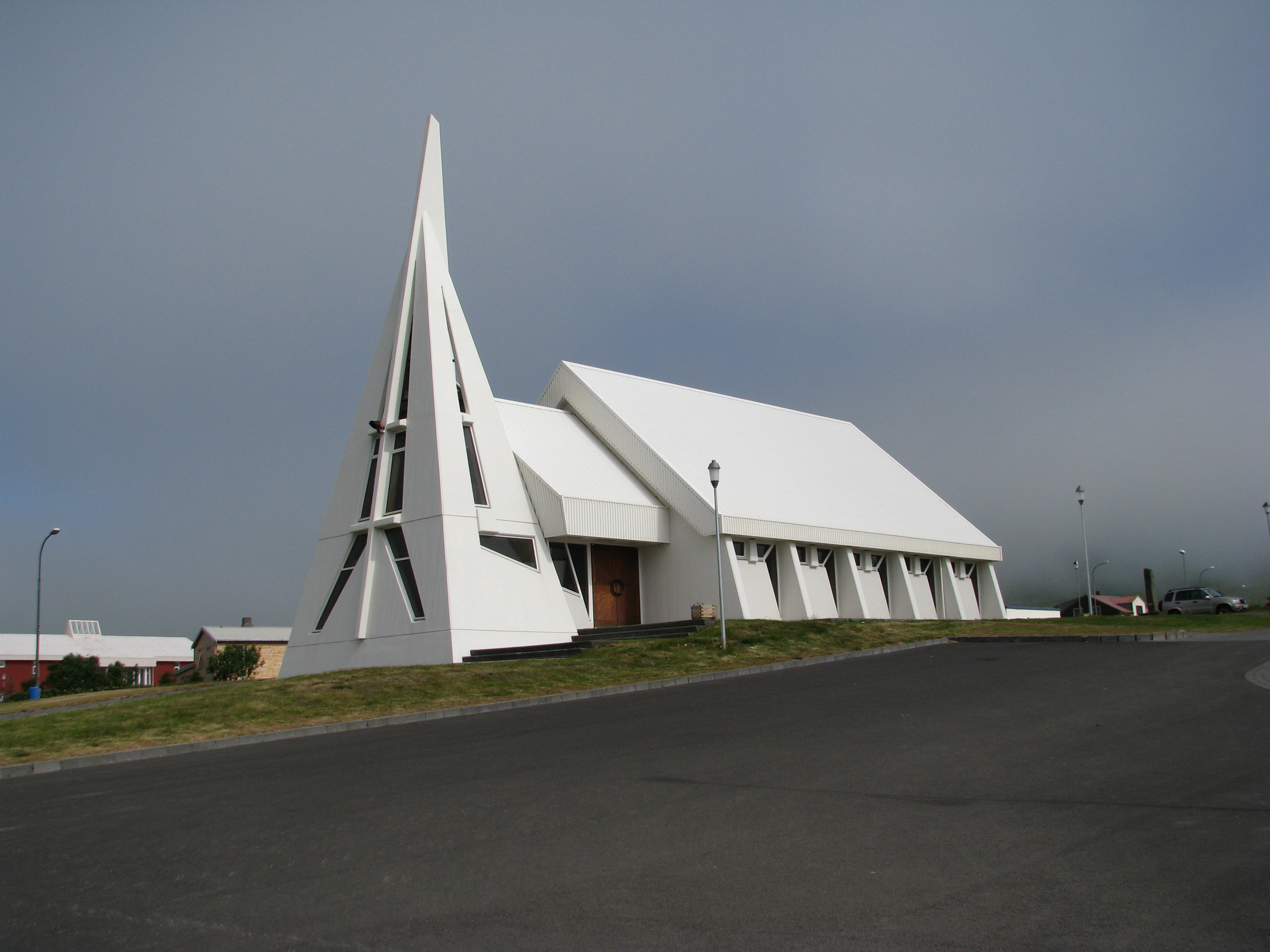
Skagaströnds kyrka.